# فنسپیرید
فنسپیرید (انگلیسی: Fenspiride) (INN، نام‌های تجاری Eurespal, Pneumorel و غیره) یک ترکیب اسپیرو اگزازولیدینون است که به عنوان دارویی در درمان برخی بیماری‌های تنفسی استفاده می‌شود. این دارو در طبقه‌بندی فارماکوتراپی از داروهای ضد سرفه است. این دارو در روسیه برای درمان بیماری‌های التهابی حاد و مزمن ارگان‌های گوش، حلق و بینی و دستگاه تنفسی (مانند رینوفارنژیت، لارنژیت، تراکئوبرونشیت، اوتیت و سینوزیت) و همچنین برای درمان نگهدارنده آسم تأیید شد. فنسپیرید به عنوان یک مسدودکننده آلفا-۱ شناخته شده است.